# Klokken en stenen
Klokken en stenen is een lied van de Nederlandse artiest Esko in samenwerking met rappers Lijpe en JoeyAK. Het werd in 2022 als single uitgebracht.

## Achtergrond
Klokken en stenen is geschreven door Joèl Hoop, Stacey Walroud, Thijs van Egmond en Abdel Achahbar en geproduceerd door Thez. Het is een nummer uit het genre nederhop. In het lied beschouwt de liedverteller zijn carrière en zijn vermogen. De single heeft in Nederland de gouden status.

Het is de eerste keer dat de drie samen op een track te horen zijn. Esko had daarna nog nooit met Lijpe een hitsingle gehad. Met JoeyAK wel; op onder andere Huts en Wat is wat waren ze de samenwerking al aangegaan. Lijpe en JoeyAK waren samen onder andere te horen op de hits In die life, Handrem en Blender.

## Hitnoteringen
De artiesten hadden verschillend succes met het lied in Nederland. Het piekte op de twaalfde plaats van de Single Top 100 en stond vier weken in deze hitlijst. De Top 40 werd niet bereikt; het lied bleef steken op de veertiende plaats van de Tipparade.